# Zaza Zazirow
Zaza Zazirow (ukr. Заза Діанозович Зазіров; ur. 25 kwietnia 1972) – radziecki, potem gruźiński, a od 1992 roku ukraiński zapaśnik startujący w stylu wolnym. Dwukrotny olimpijczyk. Brązowy medalista w Atlancie 1996 i jedenasty w Sydney 2000. Startował w kategorii 68–69 kg.
Srebrny medalista mistrzostw świata w 1998 i brązowy w 1997. Zdobył pięć medali na mistrzostwach Europy, złoto w 1993 i 1999. Drugi w Pucharze Świata w 2003 roku.